# 市立青梅総合医療センター
市立青梅総合医療センター（しりつおうめそうごういりょうせんたー）は東京都青梅市東青梅に、562床(一般508、精神50、感染4)を持つ青梅市設置の病院。癌治療などを得意とする。2023年に青梅市立総合病院（おうめしそうごうびょういん）より改称した。
災害拠点病院であり、救命救急センターを持つ三次救急医療機関でもある。　

## 沿革

### 年表
- 1957年11月15日 開院
- 1978年11月 休日夜間救急医療開始
- 1997年4月 臨床研修病院指定
- 2003年9月 地域がん診療拠点病院指定
- 2004年10月 地方公営企業法全部適用
- 2023年11月 本館が新築開院し名称が青梅市立総合病院から市立青梅総合医療センターに変更となる。

### 病床数の変遷
| 年月   | 年月 | 総数  | 内訳  | 内訳  | 内訳 | 内訳 | 内訳 |
| 年月   | 年月 | 総数  | 一般  | 結核  | 精神 | 伝染 | 感染 |
| ------ | ---- | ----- | ----- | ----- | ---- | ---- | ---- |
| 1957年 | 11月 | 293床 | 120床 | 100床 | 50床 | 23床 | -    |
| 2001年 | 4月  | 619床 | 563床 | -     | 52床 | -    | 4床  |
| 2005年 | 4月  | 604床 | 550床 | -     | 50床 | -    | 4床  |
| 2007年 | 4月  | 562床 | 508床 | -     | 50床 | -    | 4床  |

## 診療科等
- 診療部門
  - 内科
    - 呼吸器科
    - 消化器科
    - 循環器科
    - 腎臓内科
    - 内分泌代謝科
    - 血液内科
    - 神経内科
    - リウマチ膠原病科
    - 総合内科

  - 小児科
  - 精神科
  - リハビリテーション科
  - 外科
    - 胸部外科
    - 脳神経外科
    - 整形外科
    - 産婦人科
    - 皮膚科
    - 泌尿器科
    - 眼科
    - 耳鼻咽喉科

  - 歯科口腔外科
  - 放射線科
  - 麻酔科
  - 救急医学科
    - 救命救急センター

  - 臨床検査科
- 特殊外来
  - 総合内科
    - 緩和ケア外来

  - 内科
    - 喘息教室
    - 栄養指導

  - 外科
    - 乳腺外来
    - 血管外来
    - ストーマ外来

  - 整形外科
    - 形成外科

  - 耳鼻咽喉科
    - 腫瘍外来
    - 招聘医
    - 補聴器外来

  - 産婦人科
    - 産後1ヶ月検診

  - 泌尿器科
    - バルン外来
    - ED外来

  - 小児科
    - 心臓外来
    - 神経外来
    - 内分泌外来
    - 心理外来
    - 腎臓外来
    - アレルギー外来
    - 乳幼児検診（1ヶ月）
    - 予防接種
- 安全管理室
- 看護部

## 保険事項
- 保険医療機関
- 労災保険指定医療機関(労働者災害補償保険法施行規則第11条第1項)
- 生活保護法指定医療機関(生活保護法第49条)
- 自立支援医療指定医療機関（更生医療・育成医療・精神通院医療）(障害者自立支援法第59条第1項）
- 結核指定医療機関(結核予防法第36条第1項)
- 養育医療指定医療機関(母子保健法第20条第4項)
- 原爆被爆者医療指定医療機関(原子爆弾被爆者に対する援護に関する法律第12条)
- 児童福祉法による助産施設（児童福祉法第36条）
- 精神保健及び精神障害者福祉に関する法律に基づく指定病院・応急入院指定病院（同法第19条の8ならびに第34条の4第1項）
- 第二種感染症指定医療機関
- 母体保護法指定医の配置されている医療機関
- 災害拠点病院
- 救命救急センター
- 臨床研修指定病院
- がん診療連携拠点病院
- エイズ治療拠点病院
- DPC対象病院

## 交通アクセス
- JR東日本青梅線河辺駅南口 徒歩 約5分
- 都営バス梅77丁「総合病院前」下車1分
- 圏央道・青梅インターチェンジ 奥多摩方面へ約20分